# Sōfuku-ji (Fukuoka)
Sōfuku-ji (jap. 崇福寺;  Klasztor Czczenia Szczęścia; pełna nazwa, wraz z honoryfikatywnym użyciem nazwy góry jako przedrostkiem (jap. sangō), to Yokodakezan Sōfuku-ji 横岳山崇福寺) – klasztor szkoły zen tradycji rinzai w rejonie Fukuoki, uważany za najstarszy klasztor zen w Japonii.

## Historia klasztoru
Pierwszy budynek nowej świątyni zależnej od dawnego regionalnego rządu w Kiusiu dazaifu, został wybudowany przez mnicha Tan’e w 1240 roku. W następnym roku mnich Enni Ben’en (1201–1280), który powrócił z Chin, wygłosił mowę inauguracyjną z okazji ukończenia tego budynku. W 1272 roku w tej świątyni zamieszkał Nampo Jōmyō (znany także jako Daiō Kokushi), który poważnie ją rozbudował. Nampo spędził w niej trzydzieści lat. Uważa się, że klasztor został wybudowany właśnie dla niego.
W 1331 roku Shūhō Myōchō opuścił na sto dni Daitoku-ji, tylko po to, aby spędzić je w Sōfuku-ji.
Świątynia ta stała się znanym punktem łączącym Japonię z Chinami. Przewinęło się przez nią wielu mnichów chińskich przybyłych do Japonii i wielu mnichów japońskich udających się do Chin. Również i sam Nampo okazał się mistrzem, który przyciągnął tu wielu uczniów, zachęconych jego oddaniem w nauczaniu zen. Swoją praktykę w Sōfuku-ji mistrz Nampo opisał w Sōfuku-ji goroku. Właśnie w tej świątyni Nampo rozwinął swoją narodową odpowiedzialność wyrażaną w takich określeniach jak „Wielki Naród Japonii” czy „Wielkie Państwo Japonii".
W 1600 roku klasztor ten został przeniesiony przez Kurodę Nagamasę na nowe miejsce, w którym znajduje się do dzisiaj, i stał się świątynią związaną z rodziną Kuroda.
Była to także rodzinna świątynia Gibona Sengaia.
Na początku XX wieku opatem klasztoru był znany malarz i dyrektor Uniwersytetu Rinzai (obecny Uniwersytet Hanazono) Matsuoka Kankei.
Obecnie klasztor należy do linii przekazu klasztoru Daitoku.

## Obiekty architektoniczne i inne klasztoru
- Sanmon – pierwotnie była główną bramą dawnego zamku w Fukuoce. Budowla ta jest jednopiętrowa; dach pokryty jest dachówkami, a z lewej strony znajdują się boczne drzwi, które są pozostałością po dawnej funkcji bramy. Jest uważana za ważną własność kulturalną prefektury.
- Karamon – uważa się ją za część dawnego zamku Najima. W okresie Edo została odnowiona. Jest uważana za ważną własność kulturalną prefektury[2].
- Grób Shimaia Soshitsu, znanego kupca okresu Edo.
- Liczne ważne przedmioty należące do mnichów, między innymi do Sengaia Gibona.
- Stary koreański dzwon „korai”.
- Wotywna tablica przekazana klasztorowi przez cesarza Go-Toba (jap. 後鳥羽, pan. 1183-1198).

## Adres
- 6-1 Gokusho-machi, Fukuoka, Japan 812-0037

## Galeria

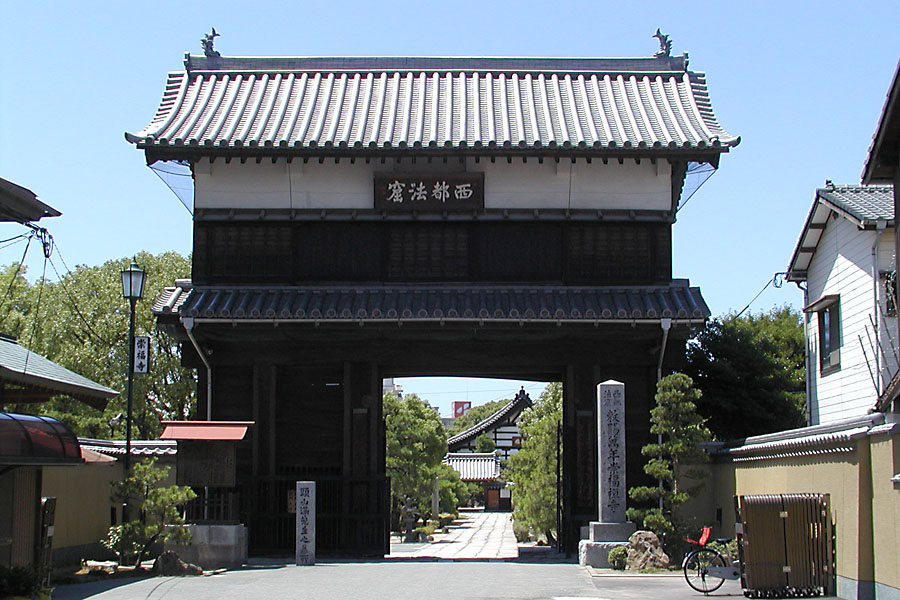
Sanmon
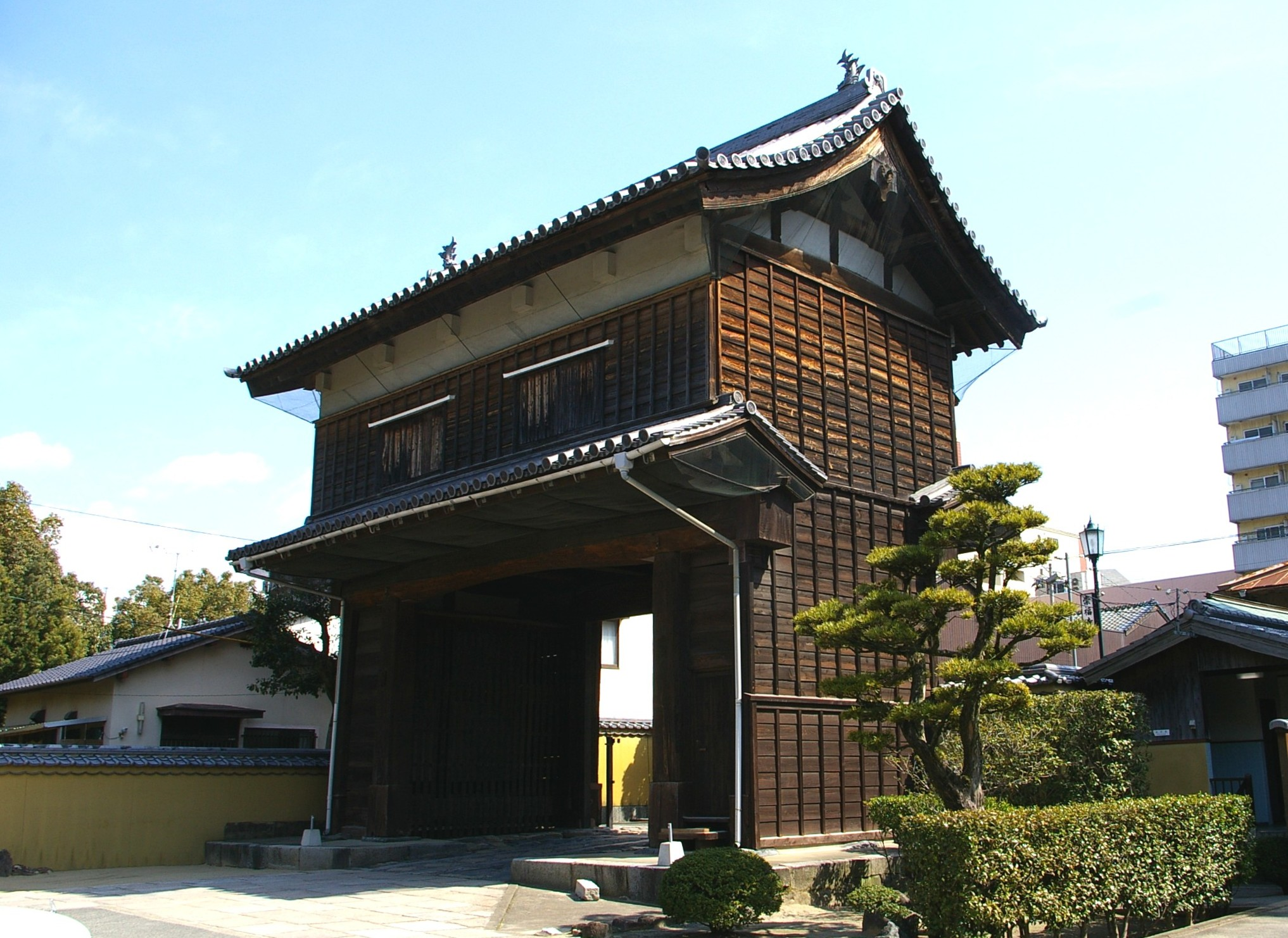
Sanmon
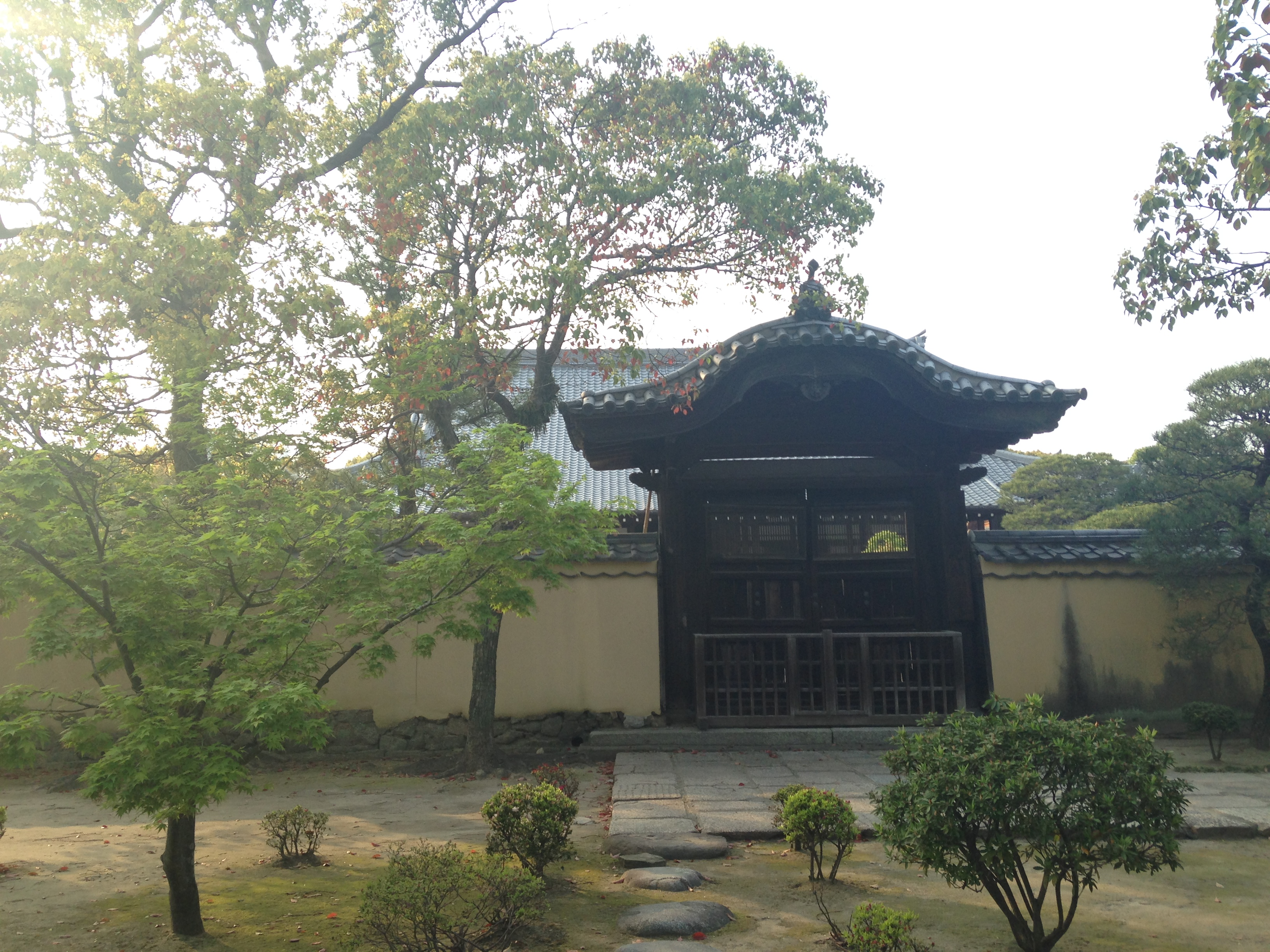
Karamon
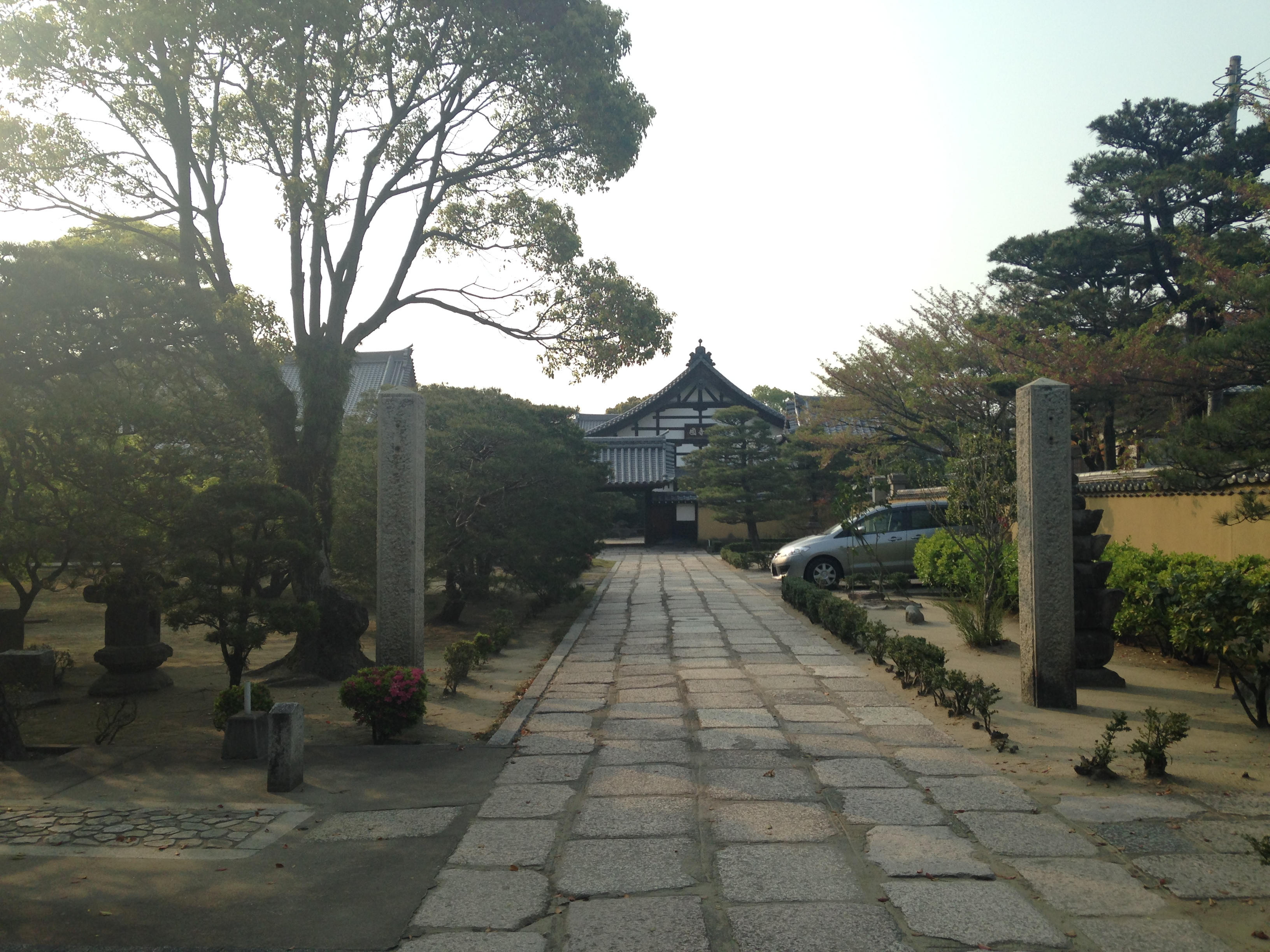
Droga do Kuri w klasztorze
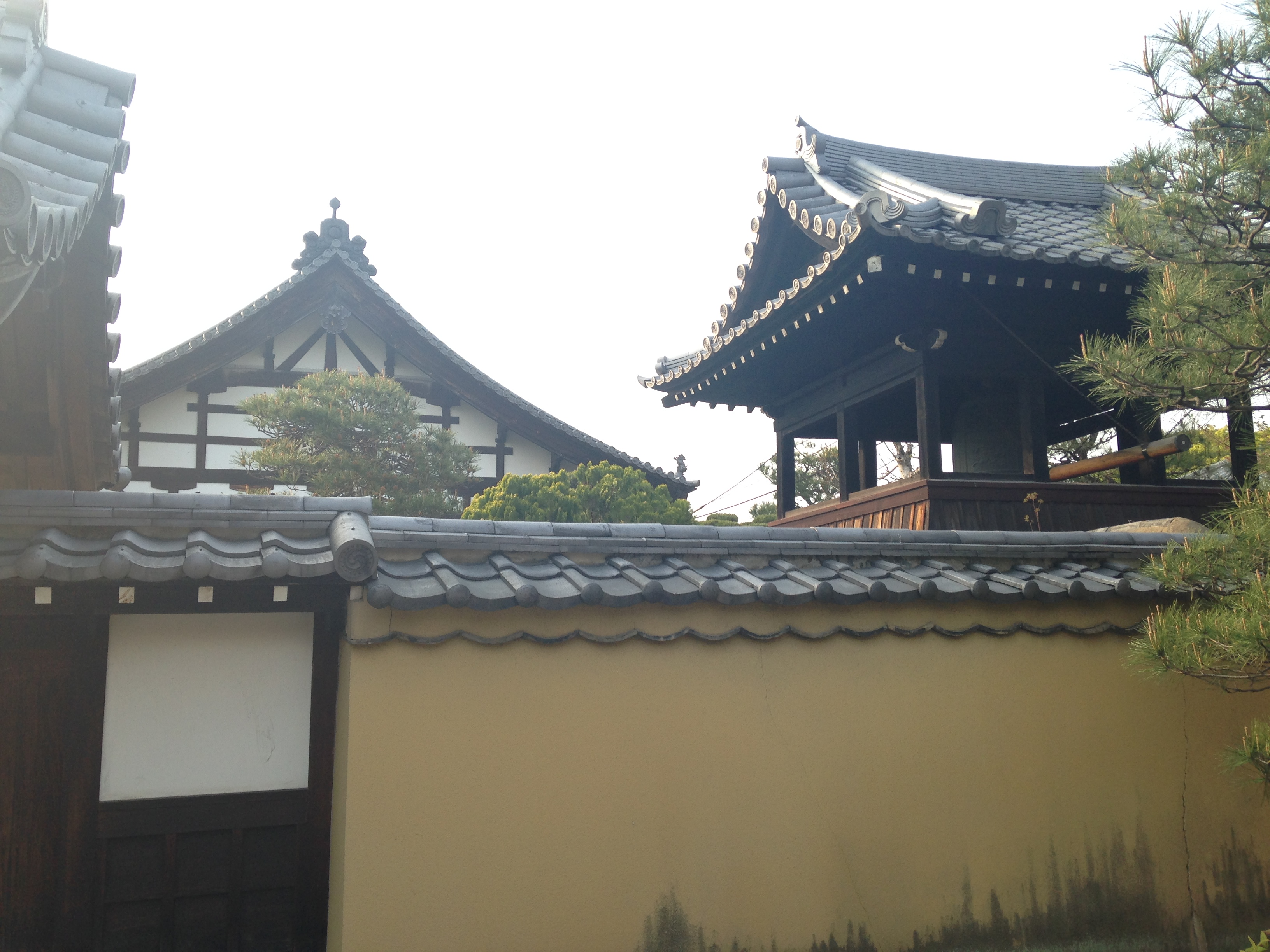
Kuri i wieża dzwonu
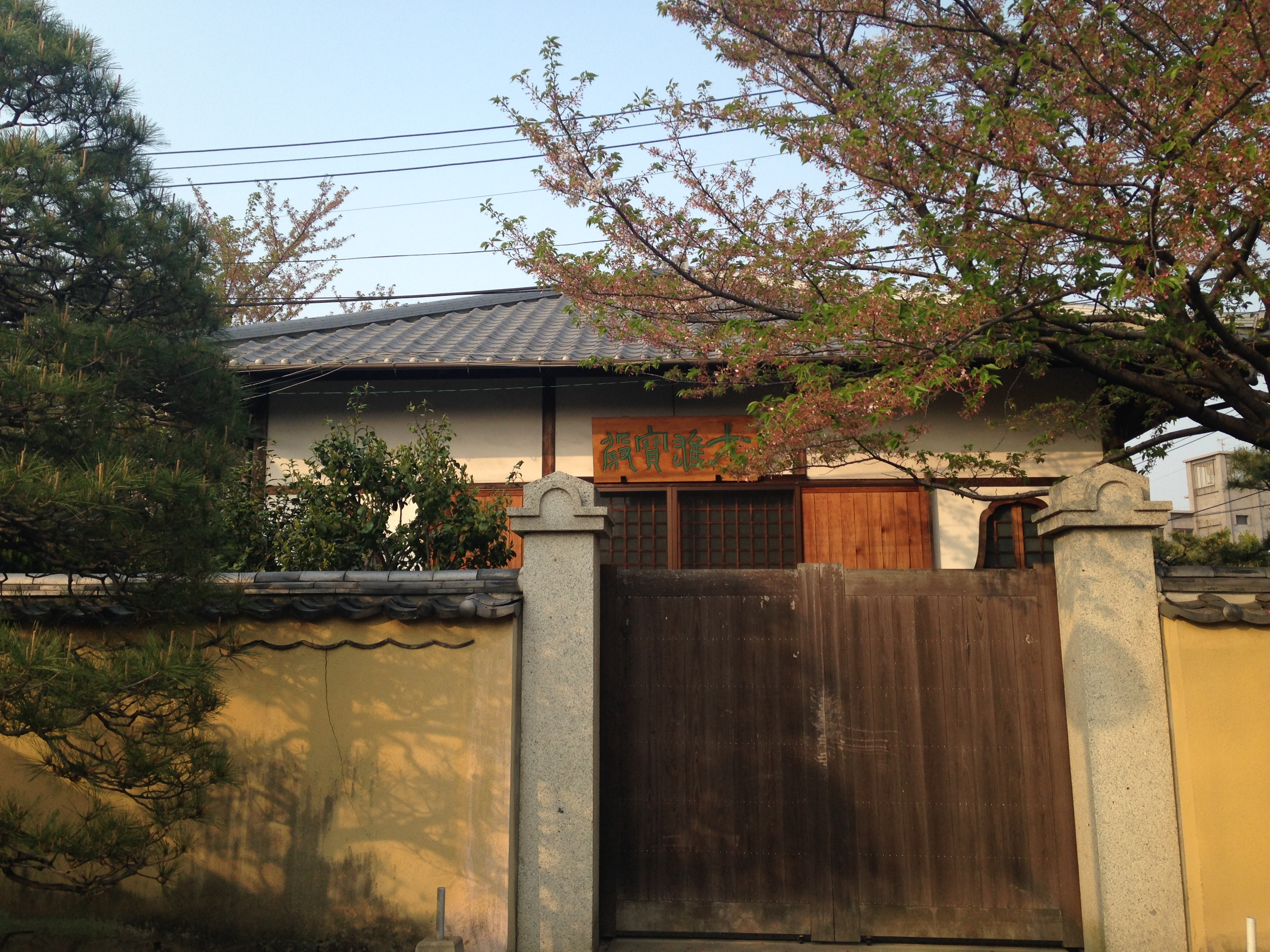
Budynek Mahawiry (Wielkiego Zwycięzcy, czyli Buddy)
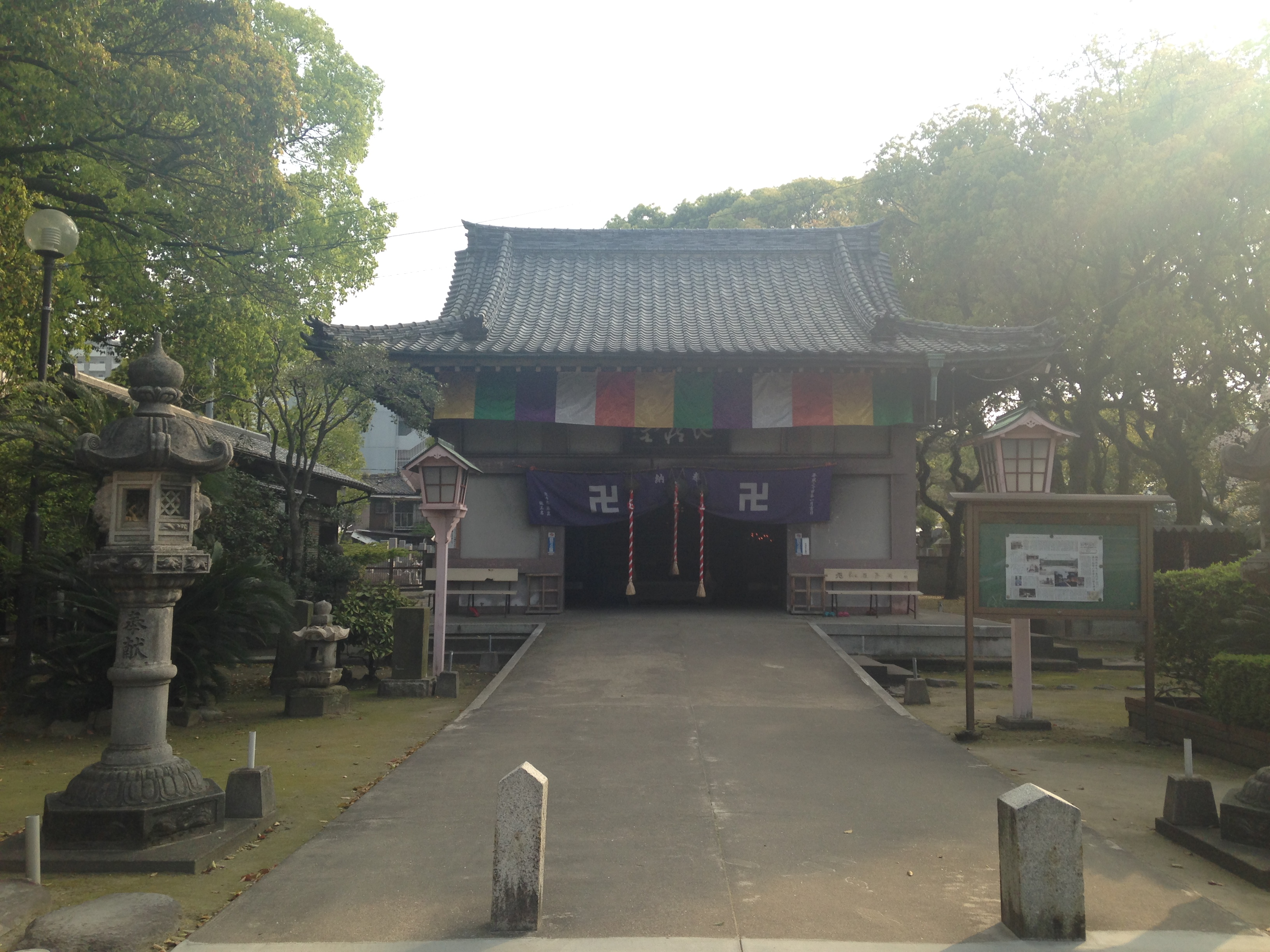
Pawilon Jizō (Ksitigarbha)
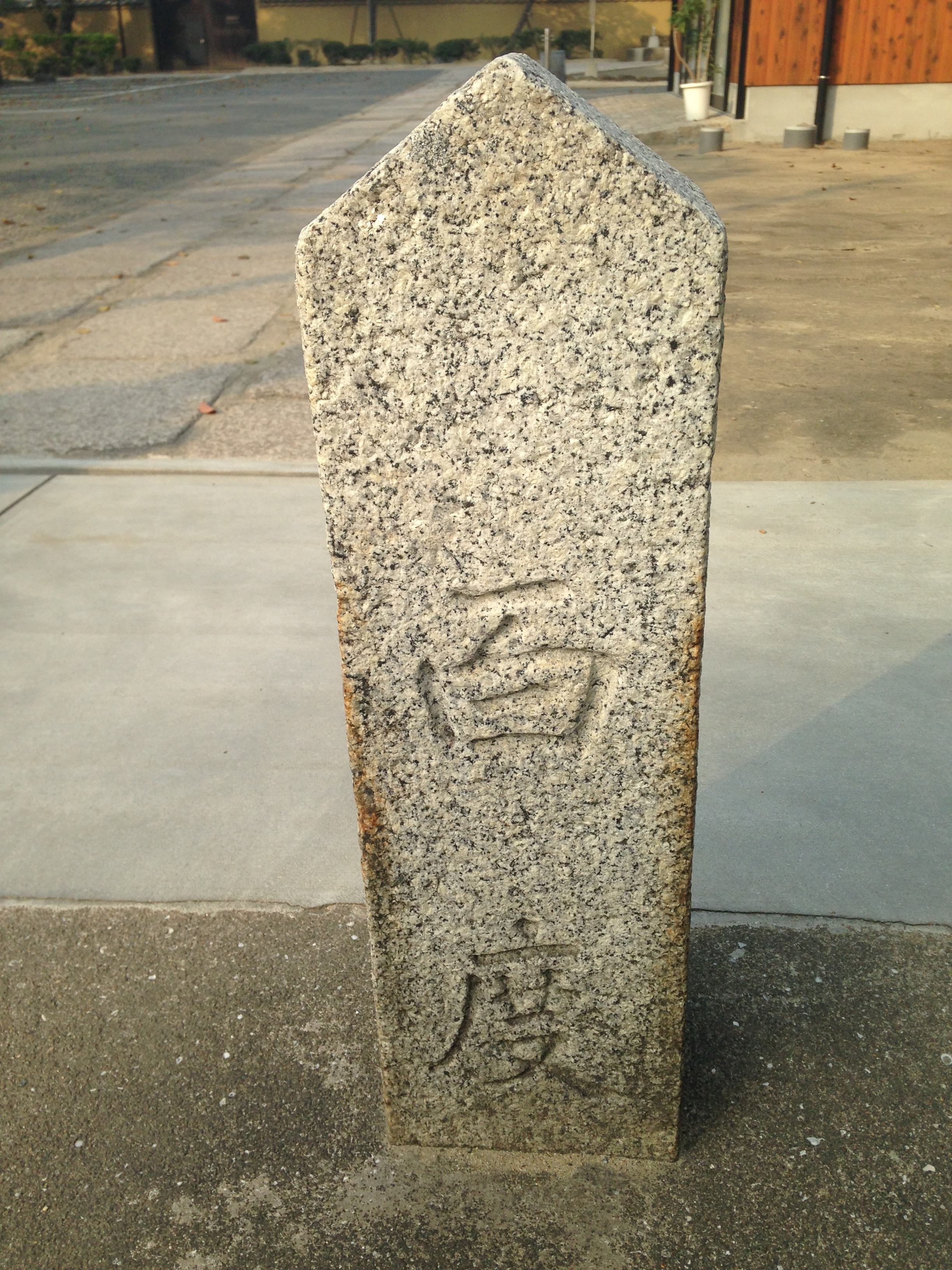
Hyakudo-ishi – „kamień stu modlitw” przed pawilonem Ksitigarbhy
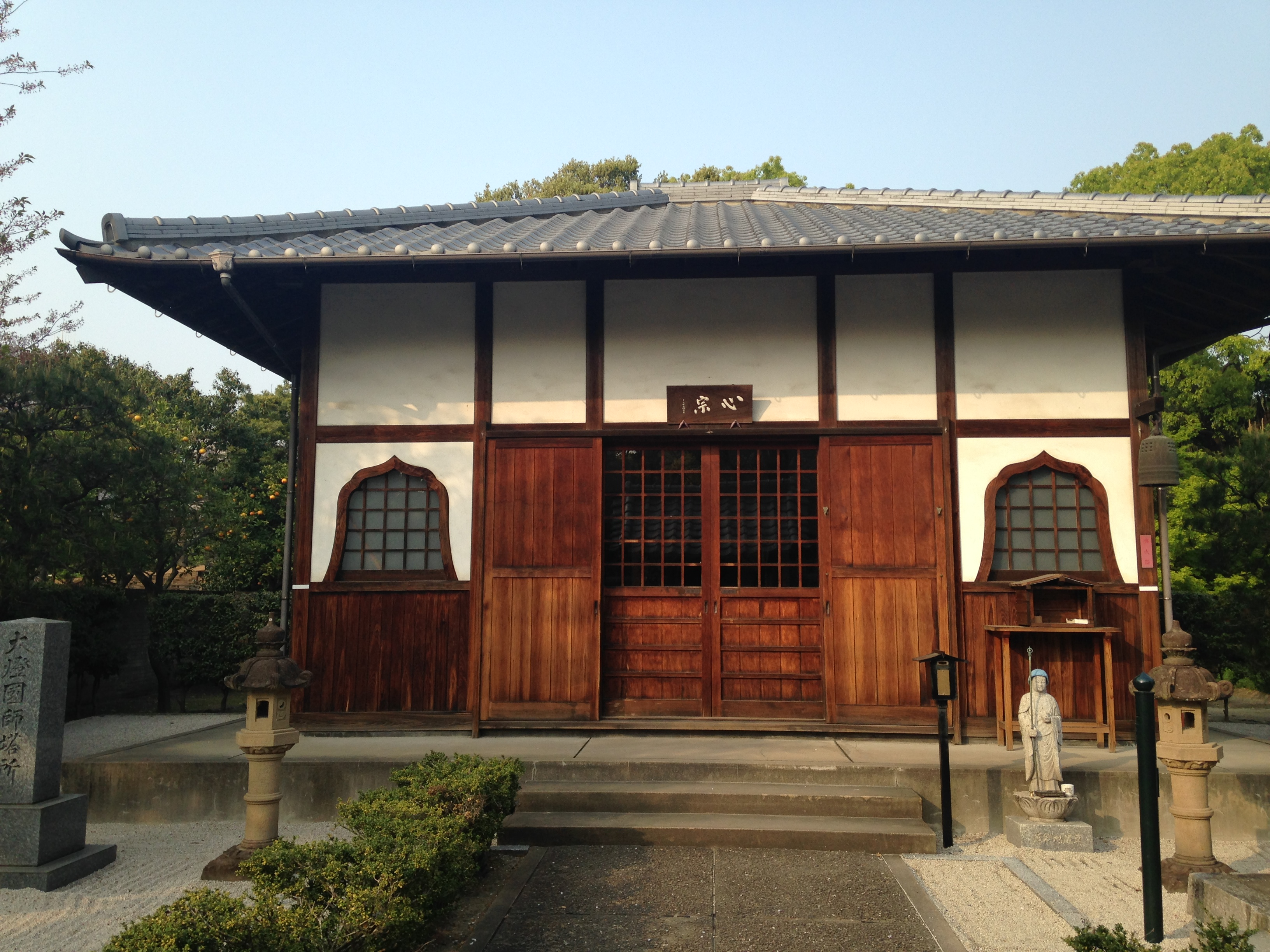
Świątynia Shinsō-an
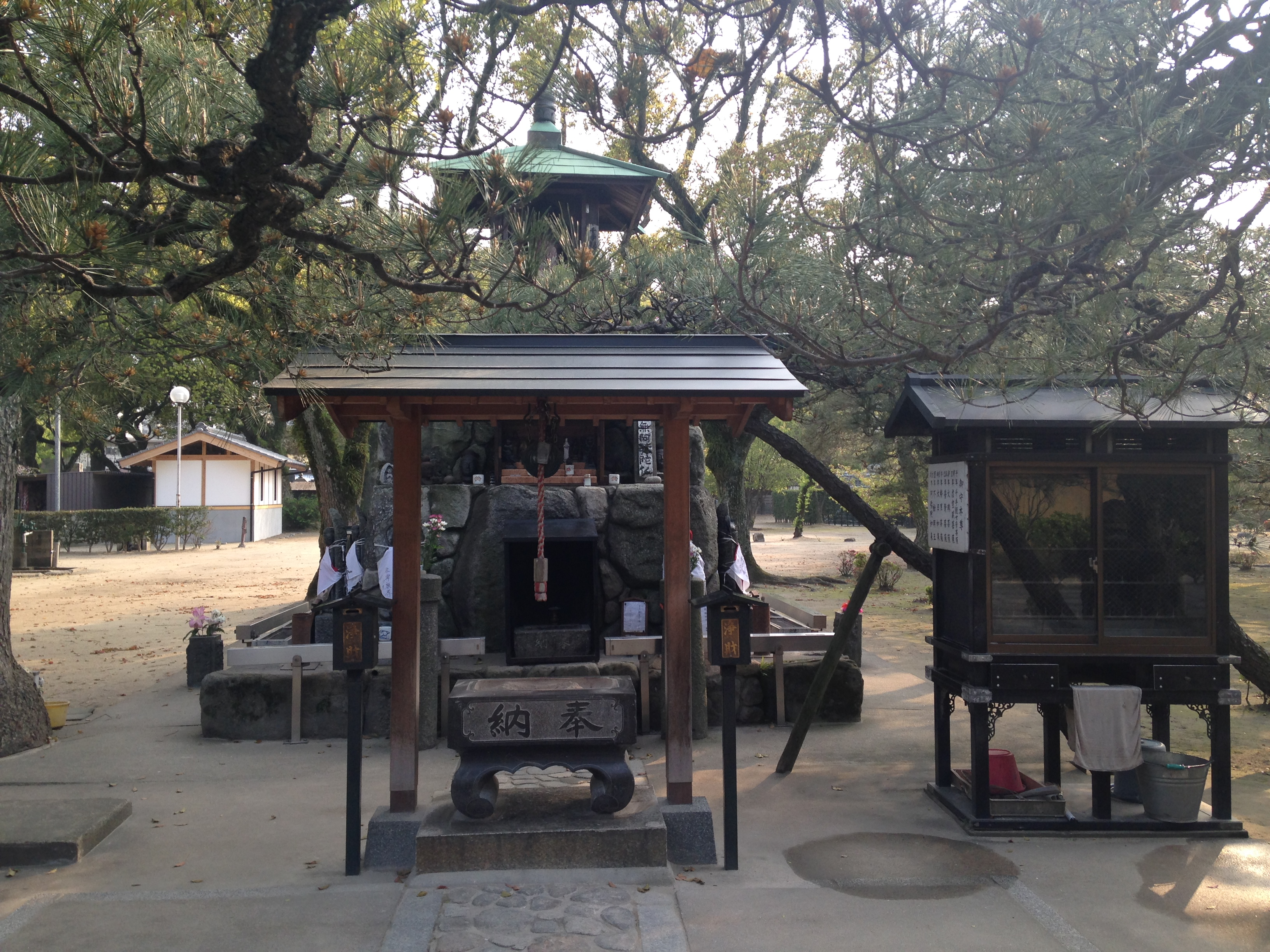
Statua Ksitigarbhy (jap. Jizō)
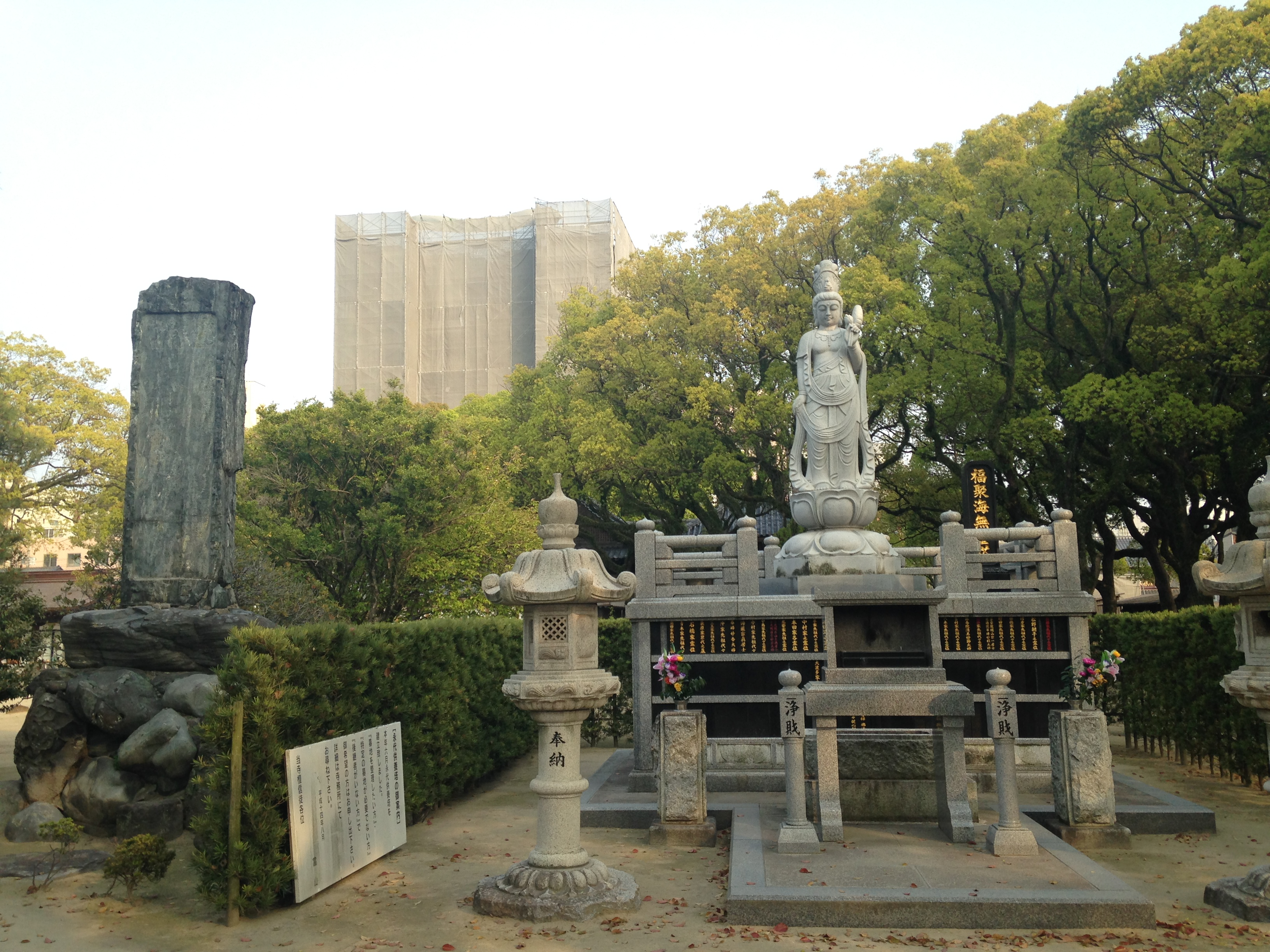
Fukujukaimuryoto
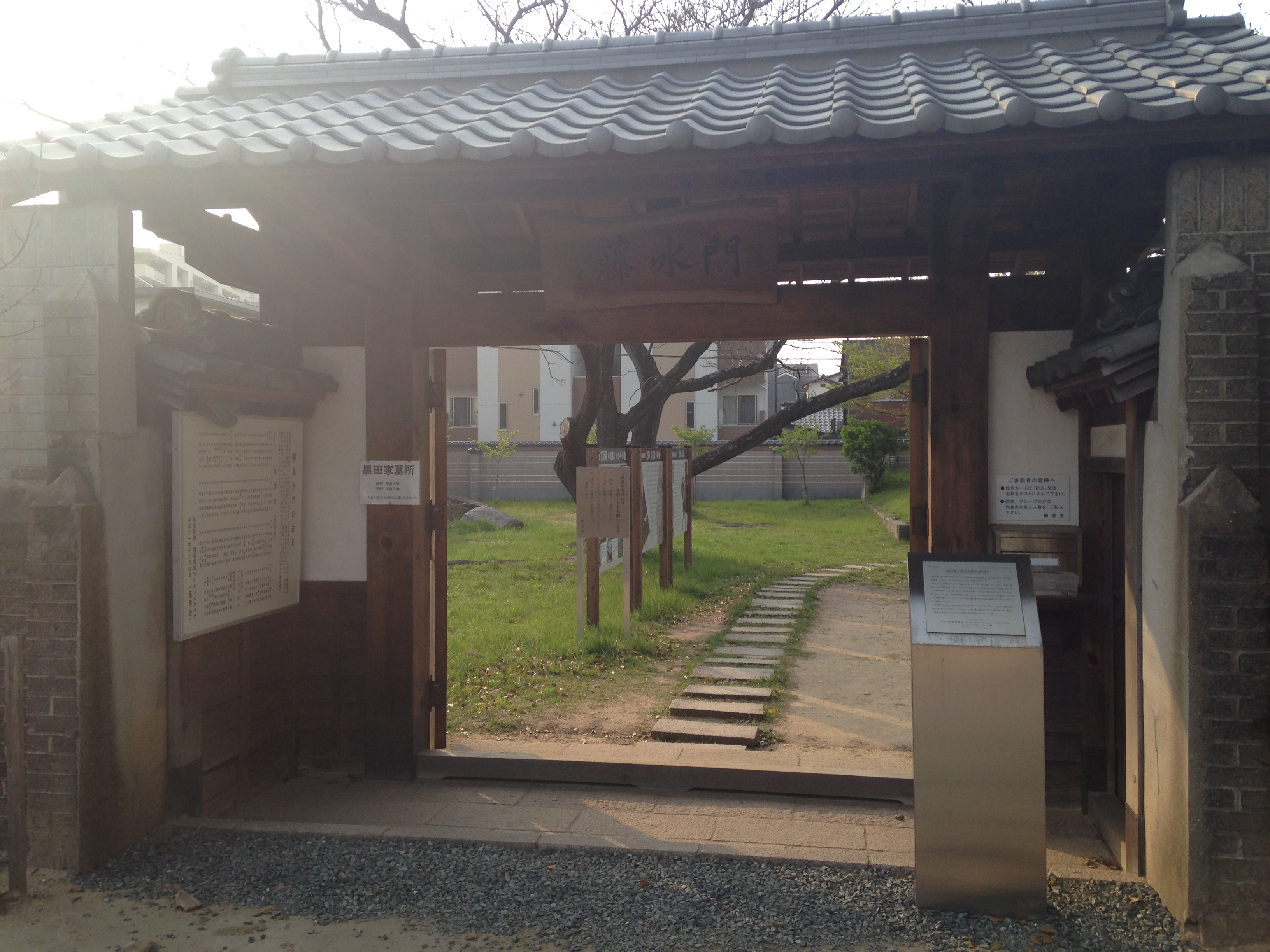
Brama cmentarza rodu Kuroda
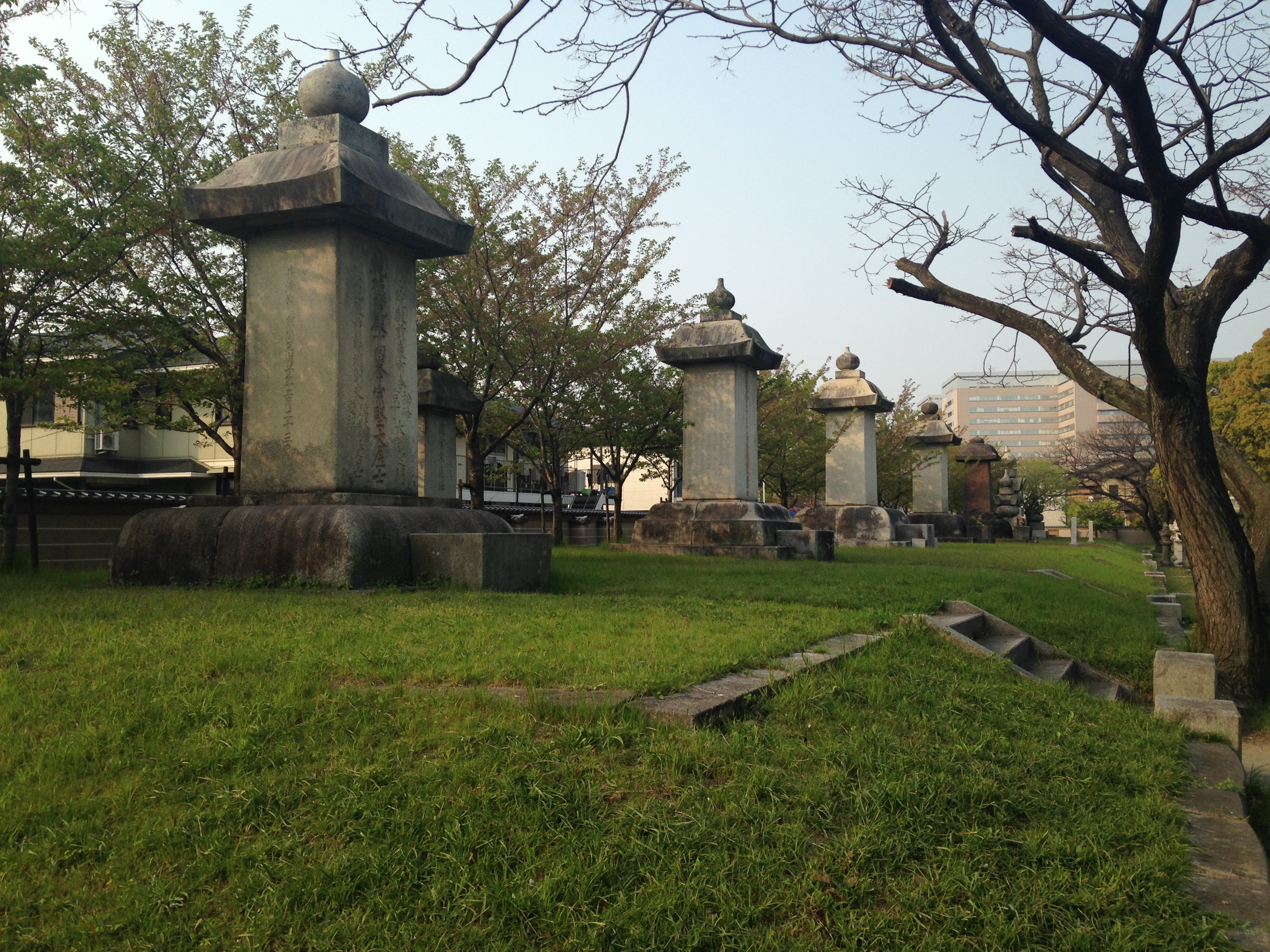
Cmentarz rodu Kuroda
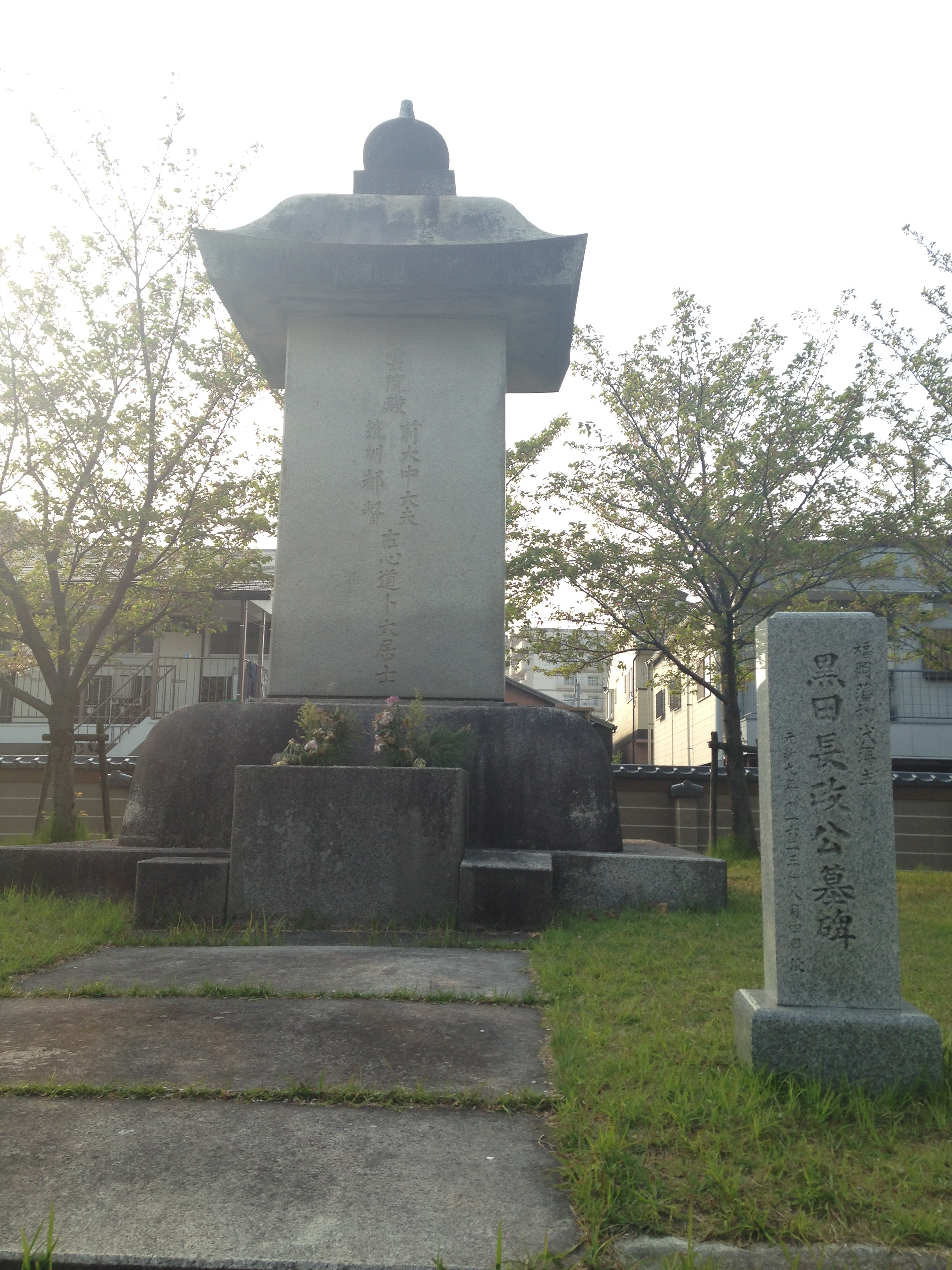
Stela Kurody Nagamasy
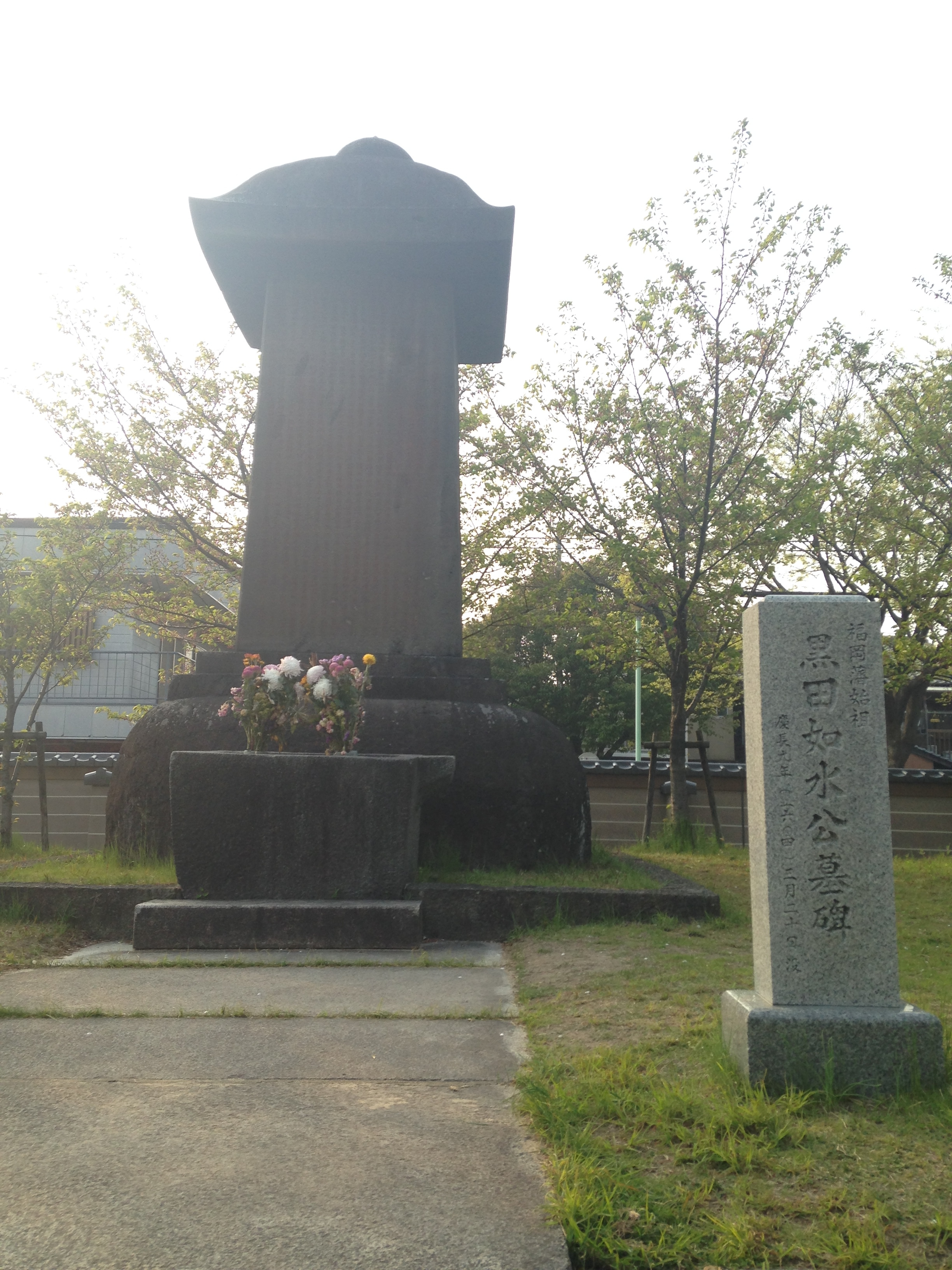
Stela Kurody Yoshitaki
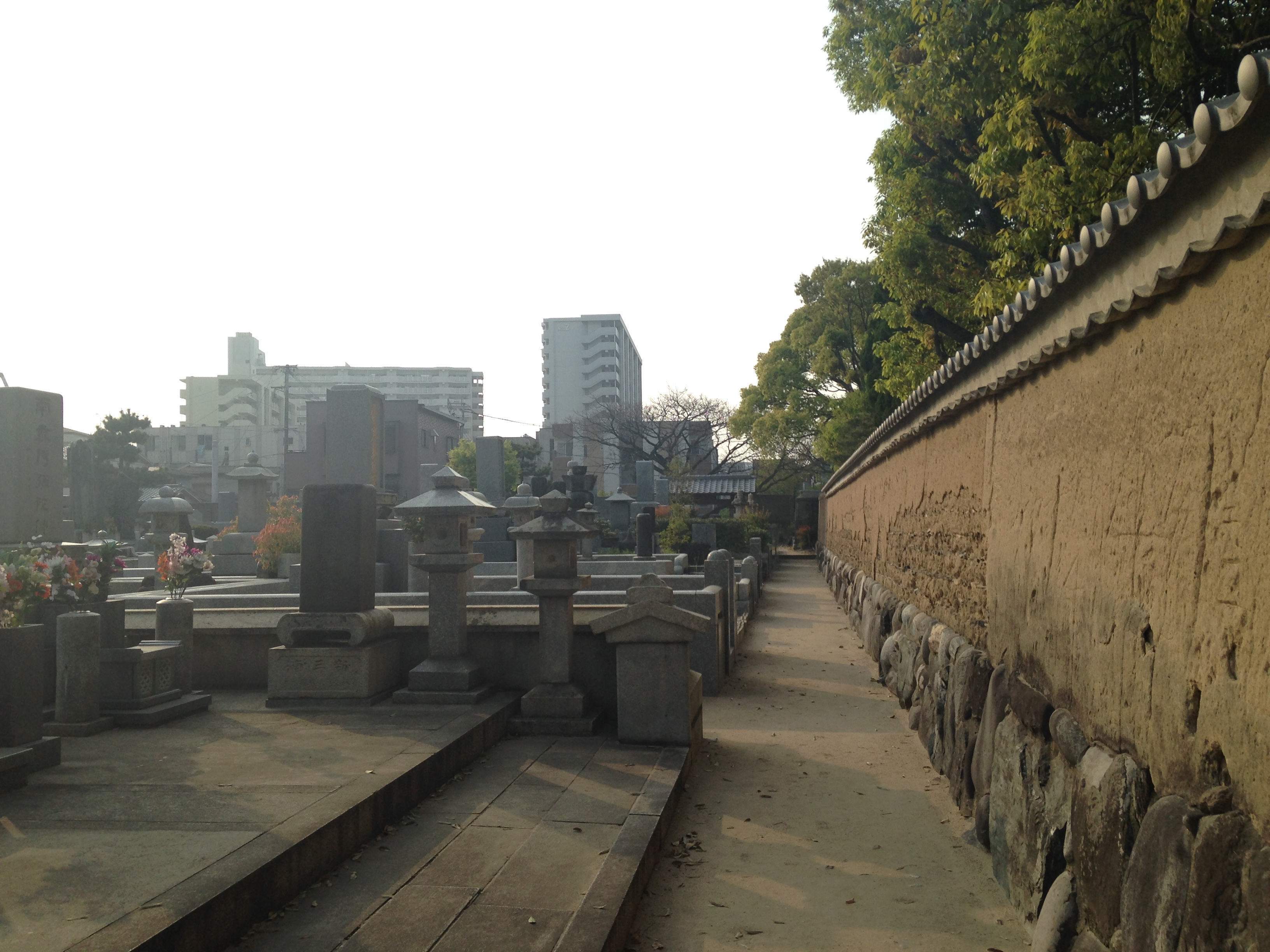
Mur i cmentarz
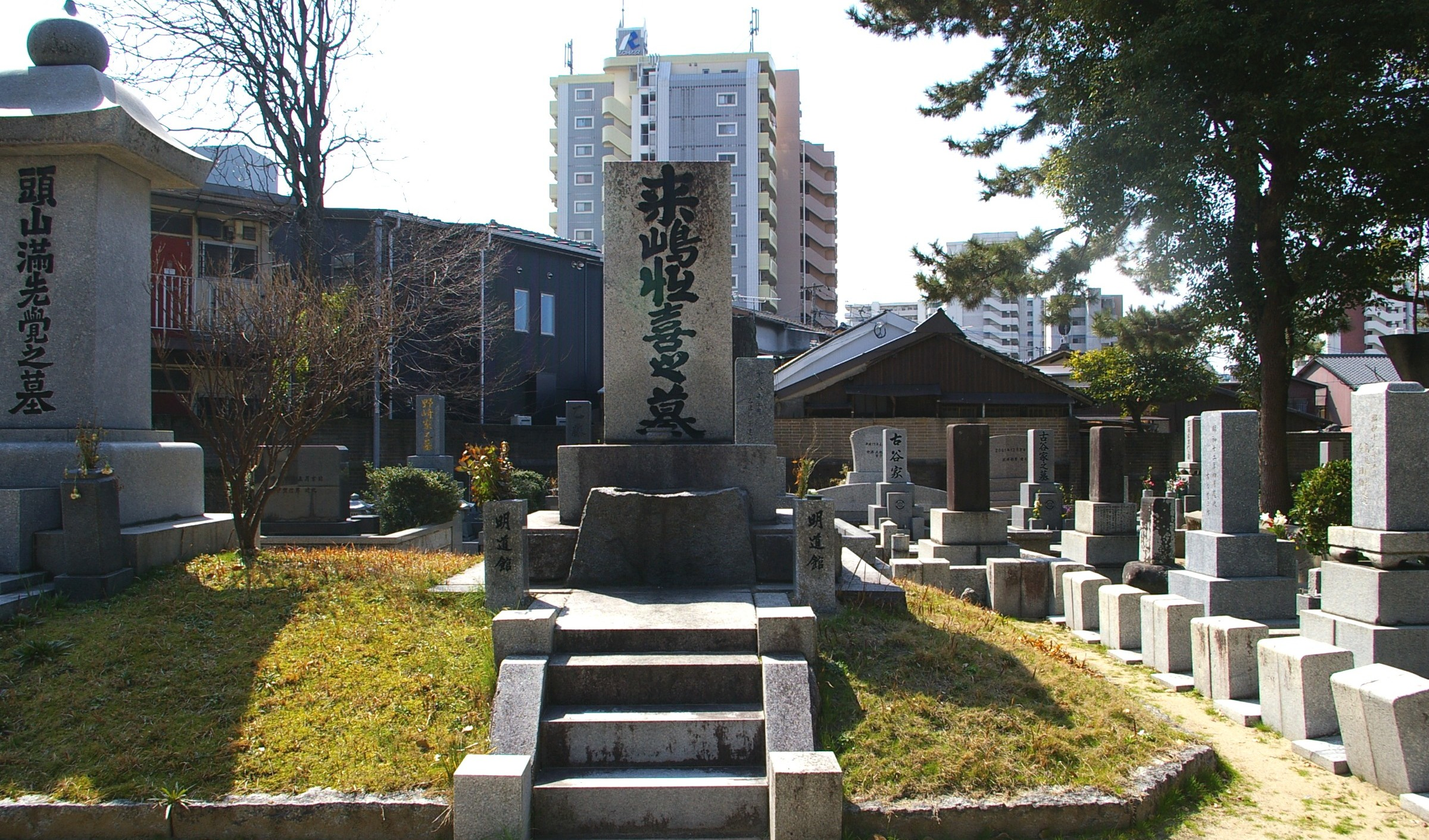
Cmentarz
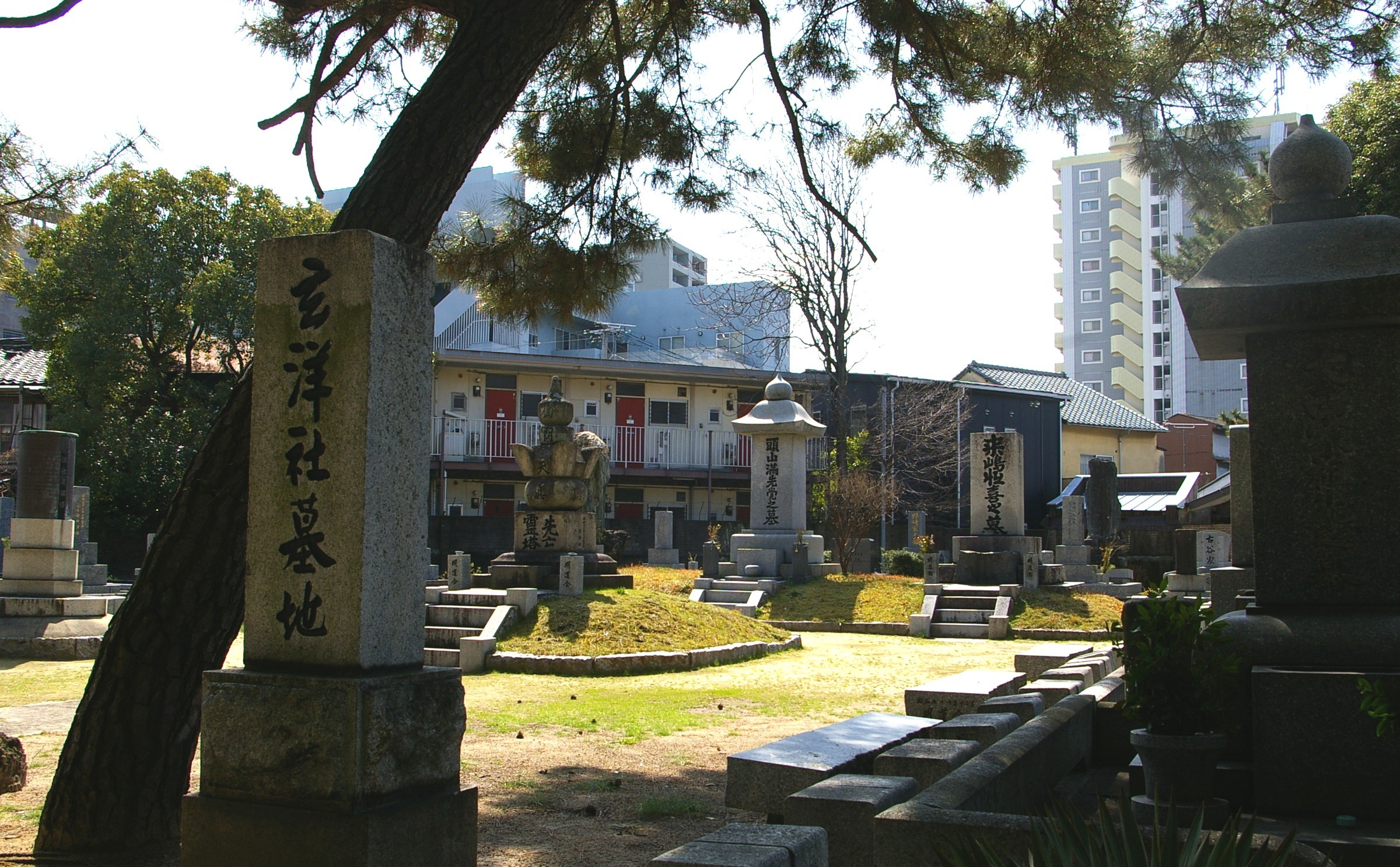
Cmentarz
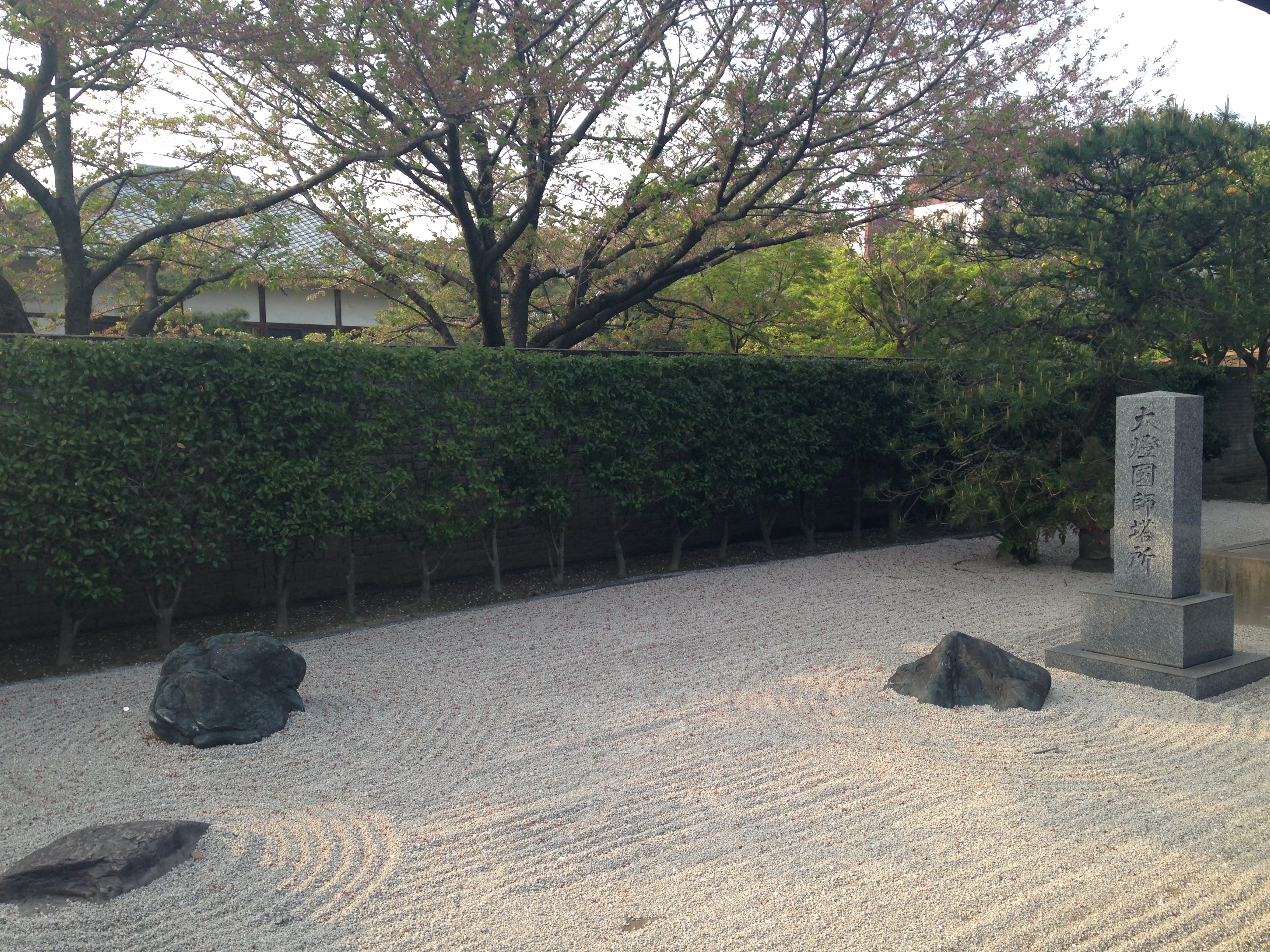
Ogród zen